# NGC 6080
NGC 6080 је спирална галаксија у сазвежђу Змија која се налази на NGC листи објеката дубоког неба.
Деклинација објекта је + 2° 10' 40" а ректасцензија 16h 12m 58,5s. Привидна величина (магнитуда) објекта NGC 6080 износи 13,4 а фотографска магнитуда 14,2. NGC 6080 је још познат и под ознакама UGC 10268, MCG 0-41-7, CGCG 23-23, IRAS 16104+0218, NPM1G +02.0441, KCPG 487A, PGC 57509.